# Jadwiga Wajszczuk
Jadwiga Zofia Wajszczuk (zm. 6 września 2021) – polska filolog, doktor habilitowana nauk humanistycznych.

## Życiorys
W 1969 ukończyła studia językoznawstwa (języków obcych) na Uniwersytecie Warszawskim, w 1978 obroniła pracę doktorską, 28 września 1998 habilitowała się na podstawie pracy zatytułowanej System znaczeń w obszarze spójników polskich. Wprowadzenie do opisu. 
Była zatrudniona na stanowisku profesora nadzwyczajnego w Katedrze Lingwistyki Formalnej na Wydziale Neofilologii Uniwersytetu Warszawskiego. Była członkiem Komisji Teorii Języka PAN.
Zmarła 6 września 2021, pochowana na cmentarzu św. Rocha w Łukowie.